# 艾琳·马尔
艾琳·马尔（英語：Aileen Meagher，1910年11月26日—1987年8月2日），加拿大女子田径运动员，主攻短跑。她曾代表加拿大参加1936年夏季奥林匹克运动会田径比赛，获得女子4×100米接力铜牌。